# 케르키라현
케르키라현(그리스어: Κέρκυρα)은 그리스 이오니아 제도주의 현으로 케르키라, 팍시, 오토니, 에리쿠사 마트라키와 여러 작은 섬으로 이루어져 있다. 현청 소재지는 케르키라이다. 